# Pereskiopsis kellermanii
Pereskiopsis kellermanii är en kaktusväxtart som beskrevs av Joseph Nelson Rose. Pereskiopsis kellermanii ingår i släktet Pereskiopsis och familjen kaktusväxter. Inga underarter finns listade i Catalogue of Life.